# ريها أوزغان
ريها أوزغان هو ممثل تركي ولد في 5 يوليو 1965.أشتهر بدور فكري في مسلسل حكايتنا.

## روابط خارجية
ريها أوزغان على موقع IMDb (الإنجليزية)
- ريها أوزغان على موقع روتن توميتوز (الإنجليزية)
- ريها أوزغان على موقع قاعدة بيانات الأفلام العربية
- ريها أوزغان على موقع ألو سيني (الفرنسية)
- ريها أوزغان على موقع أول موفي (الإنجليزية)
- ريها أوزغان على موقع قاعدة بيانات الفيلم (الإنجليزية)
- ريها أوزغان على موقع كينوبويسك (الروسية)
- ريها أوزغان على موقع كينوبويسك (الروسية)